# Joris van Spilbergen
Joris van Spilbergen (1568 – Bergen op Zoom, 1620) è stato un navigatore, esploratore e ufficiale olandese del XVII secolo.
La sua principale spedizione è stata quella del 1596, quando partì alla volta dell'Africa.
Partì successivamente per l'Asia il 5 maggio 1601, al comando di una flotta della Moucheron (società commerciale antecedente la Compagnia Olandese delle Indie Orientali), composta dalle navi Ram, Schaap e Lam. Spilbergen incontrò il re di Kandy, oggi Sri Lanka, Vimala Dharma Suriya, nel 1602, esaminando la possibilità di commerciare la cannella. 
Nel 1607, Spilbergen, a bordo della Aeolus, prese parte, insieme a Jacob van Heemskerk, alla Battaglia di Gibilterra, nella quale la flotta olandese distrusse quella spagnola di stanza nella baia di Gibilterra.
Nel 1614, navigò oltre lo Stretto di Magellano, facendo delle incursioni sugli insediamenti spagnoli lungo le coste della California.
Dal 1578, le città cilene di El Quisco, Algarrobo e El Canelo furono luoghi di rifugio di pirati quali gli inglesi Francis Drake, Thomas Cavendish, Richard Hawkins e gli olandesi Olivier van Noort e lo stesso Joris van Spilbergen.
Ebbe degli scontri con Sebastián Vizcaíno e Nicolás de Cardona e circumnavigò la terra, tornando in Olanda nel 1617.
Morì in povertà a Bergen op Zoom nel 1620.